# La Stella di Sardegna
(Enrico Costa, Ai nostri lettori, in occasione della ripresa delle pubblicazioni della rivista, 5 aprile 1885)
La rivista fondata nel 1875 uscì fino al 1879 e riprese le pubblicazioni dal 1885 al 1886.
Il primo numero uscì il 31 ottobre 1875, con i caratteri della tipografia Azuni, dove il Costa pubblicò l'elegia Ultimi giorni di Gaetano Donizetti, la rivista fu pubblicata anche a Genova e Bergamo. 
Avevano collaborato attivamente, come redattori alla rivista, i maggiori rappresentanti dell'intellighenzia locale, fra questi: lo scrittore e giornalista Salvatore Farina e Gavino Cossu, Giovanni Spano, Giacinto Stiavelli, Giuseppe Bargilli, Pompeo Calvia.